# Кларінес
Кларінес — місто у венесуельському штаті Ансоатегі, розташоване за 80 км від Пуерто-ла-Крус та за 22 км від Пуерто-Піріту. Населення становить 15 000 жителів (2007).